# Джунушалиев, Кашкар Астаканович
Джунушалиев Кашкар Астаканович (род. 1961, Арчалы, Киргизская ССР, СССР) — киргизский государственный деятель. Министр внутренних дел Киргизии с 2018 по 2020 год. С 5-октября 2020 года в отставке.

## Биография

### Ранние годы
Родился в 1961 году в селе Арчалы Аламудунского района Чуйской области. В 2000 году окончил юридический факультет Кыргызского национального университета. Генерал-майор милиции.
Трудовая деятельность:

### Трудовая деятельность
Службу в органах внутренних дел начал в 1981 году в должности милиционера батальона УВД города Фрунзе.
- 1986 — инспектор ОВД Октябрьского района Фрунзе, там же старший участковый инспектор милиции;
- 1991 — заместитель начальника отделения профилактики ОВД Октябрьского района Бишкека;
- 1992 — оперативный дежурный дежурной части ОВД Октябрьского района Бишкека;
- 1993 — начальник отделения охраны общественного порядка ОВД Октябрьского района Бишкека;
- 1994 — заместитель начальника ОВД Октябрьского района Бишкека;
- 1997 — заместитель начальника ОВД Первомайского района Бишкека;
- 1998 — начальник отдела общественной безопасности УВД Бишкека;
- 2003 — заместитель начальника УВД Иссык-Кульской области;
- 2007 — заместитель начальника УВД Чуйской области;
- 2008 — заместитель начальника УВД Баткенской области;
- 2008 — 2009 — заместитель начальника ГУВД Бишкека;
- 2009 — начальник Главного управления общественной безопасности МВД Кыргызстана;
- 2010 — 2014 заместитель министра внутренних дел Кыргызстана;
- 2014 — 2016 — начальник Главного управления внутренних дел Бишкека;
- 2016 — Министр внутренних дел КР.
- 2018 — 2020 — Министр внутренних дел Кыргызской Республики[1].

### Фактическая отставка
В результате октябрьских протестов в Кыргызстане 2020 года местоположение Джунушалиева в настоящее время неизвестно. Комендант Бишкека и исполняющий обязанности главы МВД республики Курсан Асанов сообщил, что министр внутренних дел Киргизии Джунушалиев бежал «как трус» после начала беспорядков.

## Награды
- Награждён медалью «Күжүрмөн кызмат өтөгөндүгү үчүн» («За доблестную службу») второй степени.
- Именные часы от Премьер-министра Кыргызской Республики (2 декабря 2013 года)[3].